# Жудец

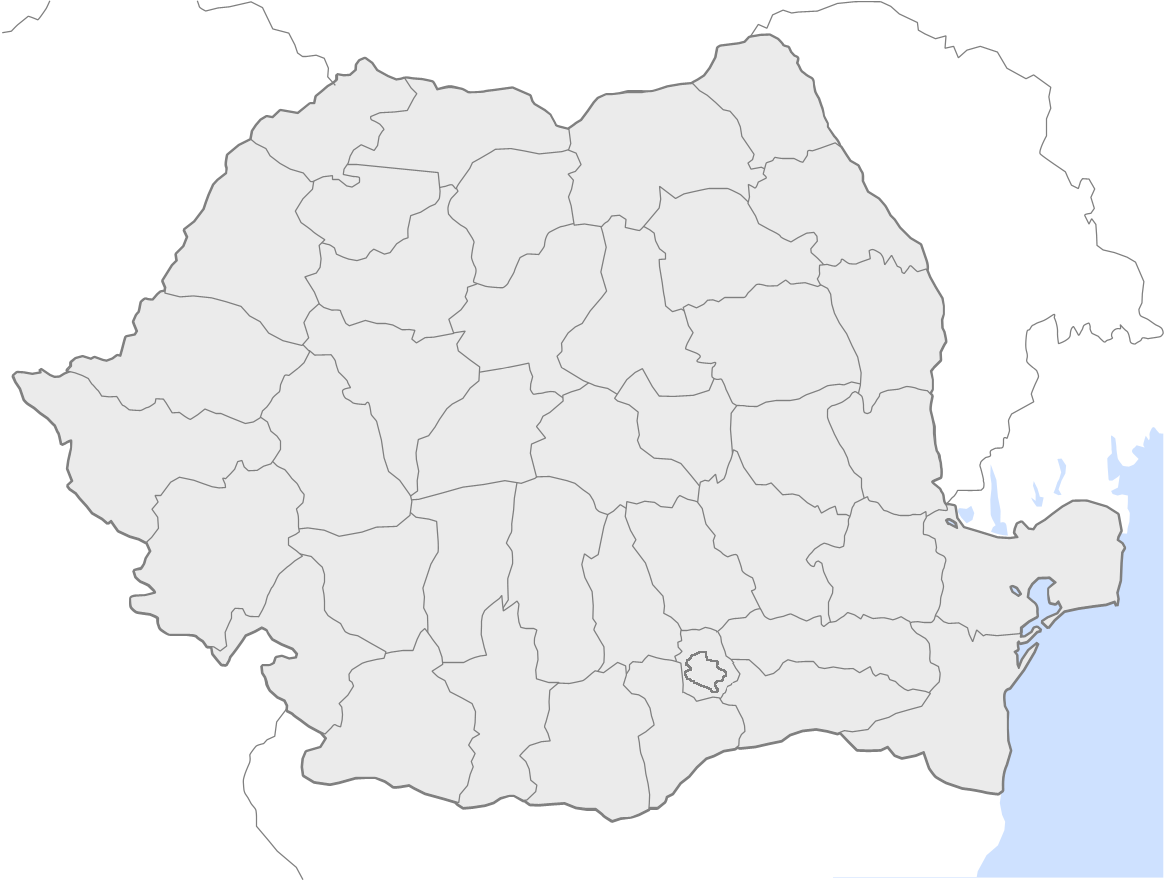
Карта административного деления Румынии.

Жуде́ц (рум. judeţ [ʒuˈdet͡s]) — административно-территориальная единица Румынии и (с 1999 года по 2002 год) Молдавии.
В разных источниках называется по-разному: уезд, округ, департамент.

## История
Название «жудец» (в буквальном смысле: «область, находящаяся в подчинении данного судьи») — производное от румынского слова жуде (латиница: jude, буквально «судья»), которое в свою очередь образовано от латинского «iūdex» с тем же значением.
Жу́ды, исполнявшие административные и судебные функции, управляли жудецами в средневековой Валахии. В Молдавском княжестве слово «жуде» (именно на кириллице) впервые фиксируется в 1409 году. В Мунтении слово использовалось для обозначения свободных крестьян.
На 1938 год, Королевство Румыния, в административном отношении, делилась на 76 уездов («жудеца»), из них 9 в Бессарабии, в Молдавии — 13 уездов, в Мунтении — 12, в Ольтении пять, в Добрудже — четыре, в Буковине — 11, в Банате — два, в Семиградии — 15, в Кришане — три, и в Марамуреше — два уезда.